# Гострий коронарний синдром
Гострий коронарний синдром (ГКС) — це синдром, який виникає через зниження кровотоку в коронарних артеріях, внаслідок чого частина серцевого м'яза не може нормально функціонувати або гине. Найбільш поширеним симптомом є біль у грудній клітці, що нагадує тиск у центрі, часто іррадіює в ліве плече або кут щелепи та пов'язаний з нудотою та пітливістю. Багато пацієнтів з гострим коронарним синдромом мають симптоми, відмінні від болю в грудях, особливо жінки, літні люди та люди з цукровим діабетом.
Гострий коронарний синдром має три варіанти, головним чином залежно від наявності змін на електрокардіограмі (ЕКГ) і результатів аналізу крові (зміна серцевих біомаркерів, таких як рівень тропоніну):
1. інфаркт міокарда з підйомом сегмента ST (STEMI)
2. інфаркт міокарда без підйому сегмента ST (NSTEMI)
3. нестабільна стенокардія.[6]

STEMI характеризується повною закупоркою коронарної артерії, що призводить до некрозу частини серцевого м'яза, про що свідчить підйом сегмента ST на ЕКГ.
NSTEMI характеризується частковою блокадою коронарної артерії, що призводить до некрозу частини серцевого м'яза, про що можуть вказувати зміни ЕКГ.
Нестабільна стенокардія характеризується ішемією серцевого м'яза, яка не призводить до пошкодження клітин або некрозу.
ГКС слід відрізняти від стабільної стенокардії, яка розвивається під час фізичної активності або стресу та проходить у спокої. На відміну від стабільної стенокардії, нестабільна стенокардія виникає раптово, часто у стані спокою або при мінімальному навантаженні, або при меншому ступені навантаження, ніж попередня стенокардія у людини («крещендо стенокардії»). Стенокардія, що виникла вперше, також вважається нестабільною стенокардією, оскільки вона свідчить про нову проблему в коронарній артерії.

## Ознаки та симптоми
Симптоматика гострих коронарних синдромів схожа. Основним симптомом критично зниженого припливу крові до серця є біль у грудях, який відчувається як стиснення, тиск або печіння. Локалізація найчастіше навколо або над грудною кліткою і може іррадіювати або розташовуватися в руці, плечі, шиї, спині, верхній частині живота або щелепі. Це може бути пов'язано з пітливістю, нудотою або задишкою.
Слово «атиповий» раніше використовували для опису болю в грудях, який зазвичай не пов'язаний із серцем, однак зараз його використовувати не рекомендується і воно було замінено на термін «несерцевий біль» для опису болю в грудях, який вказує на низьку ймовірність його зв'язку з патологією серця.
При нестабільній стенокардії симптоми можуть з'явитися у стані спокою або при мінімальному навантаженні. Симптоми можуть тривати довше, ніж при стабільній стенокардії, можуть бути стійкими до спокою або ліків і можуть погіршуватися з часом.
Хоча ГКС зазвичай асоціюється з коронарним тромбозом, він також може бути пов'язаний із вживанням кокаїну. Біль у грудній клітці з ознаками серцевого походження (стенокардія) також може бути спричинений глибокою анемією, бради- або тахікардією (надто повільне або прискорене серцебиття), низьким або високим артеріальним тиском, важким стенозом аортального клапана (звуження клапана на початку аорти), гіпертензія легеневої артерії та ряд інших станів.

## Патофізіологія
У тих, хто має ГКС, у 60 % випадків спостерігається розрив атероми, у 30 % — ерозія атероми, що спричиняє утворення тромбу, який блокує коронарні артерії. Розрив бляшки відповідає за 60 % STEMI, тоді як ерозія бляшки відповідає за 30 % STEMI, і навпаки, для NSTEMI.
При розриві бляшки її вміст багатий на ліпіди, бідний на колаген, з рясним запаленням, у якому переважають макрофаги, і вкритий тонкою фіброзною оболонкою. При ерозії бляшки вона багата позаклітинним матриксом, протеогліканами, глікоаміногліканами, але без фіброзних покривів, без запальних клітин і великого ліпідного ядра.
Після розблокування коронарних артерій існує ризик виникнення реперфузійного пошкодження через поширення медіаторів запалення по всьому тілу. Тривають дослідження ролі циклофіліну D у зменшенні реперфузійного ушкодження.
Інші, менш поширені причини гострого коронарного синдрому включають спонтанне розшарування (дисекцію) коронарної артерії, ішемію за відсутності обструктивного захворювання коронарних артерій (INOCA) та інфаркт міокарда за відсутності обструктивного захворювання коронарних артерій (MINOCA).

## Діагностика

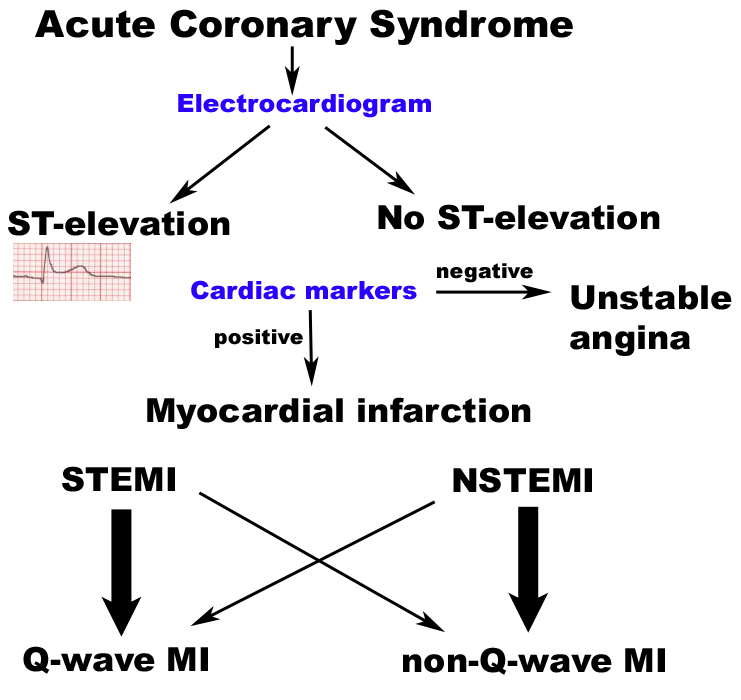
Класифікація гострих коронарних синдромів.

### Електрокардіограма
У разі гострого болю в грудях електрокардіограма (ЕКГ) є дослідженням, яке найбільш надійно розрізняє його різні причини. ЕКГ слід зробити якомога раніше, у тому числі в машині швидкої допомоги, якщо це можливо. Зміни на ЕКГ, що вказують на гостре ураження серця, включають, серед іншого, елевацію сегмента ST, нову блокаду лівої ніжки пучка Гіса та депресію сегмента ST. Відсутність змін на ЕКГ не дозволяє відразу розрізнити нестабільну стенокардію та NSTEMI.

### Аналізи крові
Зміни в рівнях серцевих біомаркерів, таких як тропонін І і тропонін Т, вказують на інфаркт міокарда, включаючи STEMI та NSTEMI, однак їхні рівні не змінюються при нестабільній стенокардії.

### Оцінки прогнозу
Поєднання серцевих біомаркерів і оцінок ризику, таких як шкали HEART і TIMI, може допомогти оцінити ймовірність інфаркту міокарда в невідкладних умовах.

## Профілактика
Гострий коронарний синдром часто відображає ступінь ураження коронарних судин атеросклерозом. Первинна профілактика атеросклерозу — контроль факторів ризику: здорове харчування, фізичні вправи, лікування гіпертонії та цукрового діабету, відмова від куріння та контроль рівня холестерину. У пацієнтів зі значними факторами ризику було показано, що аспірин знижує ризик серцево-судинних ускладнень. При інфаркті міокарда розглядається вторинна профілактика.
Після того, як у березні 2006 року в Шотландії було введено заборону на куріння в усіх закритих громадських місцях, кількість госпіталізацій з приводу ГКС скоротилася на 17 %. 67 % цього зниження припало на некурців.

## Лікування
Людей із встановленим діагнозом ГКС зазвичай лікують аспірином, клопідогрелем або тикагрелором, нітрогліцерином і, якщо дискомфорт у грудях не проходить, морфіном. Інші анальгетики, такі як закис азоту, мають невідомий ефект. Ангіографію рекомендують тим, у кого на ЕКГ є нова елевація ST або нова блокада лівої чи правої ніжки пучка Гіса. Якщо у людини низький рівень кисню, додатковий кисень не є корисним.

### STEMI
Якщо ЕКГ підтверджує зміни, що вказують на інфаркт міокарда (елевація сегмента ST у певних відведеннях, нова блокада лівої ніжки пучка Гіса або справжній задній ІМ), можна ввести тромболітики або провести черезшкірне коронарне втручання. У першому варіанті вводять ліки, які стимулюють фібриноліз, руйнуючи тромби, що закупорюють коронарні артерії. У другому варіанті через стегнову або променеву артерію пропускають гнучкий катетер і просувають його до серця для виявлення закупорки коронарних артерій. Коли оклюзії виявлені, їх можна усунути за допомогою ангіопластики, зазвичай розгортанням стента, якщо вважається, що дана оклюзія дійсно спричиняє пошкодження міокарда.
Наявні дані свідчать про важливість швидкого сортування, доставки та лікування пацієнтів у спеціалізованих відділеннях. Відповідно до рекомендацій Американського коледжу кардіології (ACC) на введення тромболітика «від дверей до голки» має бути не більше 30 хвилин, тоді як час черезшкірного коронарного втручання (ЧКВ) «від дверей до балона» має становити менше 90 хвилин. Згідно з дослідженням випадок-контроль 2009 року було виявлено, що у рамках встановлених рекомендацій ACC у пацієнтів з STEMI виконання тромболізису більш імовірно ніж проведення ЧКВ.

### NSTEMI та NSTE-ACS
Якщо ЕКГ не виявляє типових змін, що відповідають STEMI, можна використовувати термін «ГКС без підйому сегмента ST» (NSTE-ACS), який охоплює NSTEMI і нестабільну стенокардію.
Загальноприйнятим лікуванням нестабільної стенокардії та гострого коронарного синдрому є емпіричне лікування аспірином, другим інгібітором тромбоцитів, таким як клопідогрель, прасугрель або тікагрелор, і гепарином (зазвичай це низькомолекулярний гепарин), з внутрішньовенним введенням нітрогліцерину та опіоїдів, якщо біль не проходить. Гепариноподібний препарат, відомий як фондапаринукс, показує кращі результати, ніж еноксапарин.
Якщо на ЕКГ немає доказів підйому сегмента ST, відкладання термінової ангіопластики до наступного ранку демонструє не гірші результати, ніж негайне втручання. Застосування статинів у перші 14 днів після ГКС знижує ризик подальшого ГКС.
ГКС, пов'язаний із вживанням кокаїну, слід лікувати так само, як і інших пацієнтів з гострим коронарним синдромом, за винятком того, що не слід застосовувати бета-блокатори, а бензодіазепіни слід призначати на ранніх стадіях.

## Прогноз

### Оцінки прогнозів
Оцінка ризику за шкалою TIMI може ідентифікувати пацієнтів високого ризику з ГКС із підйомом ST та без підйому сегмента ST, що було перевірено у незалежних дослідженнях.
Базуючись на глобальному реєстрі 102 341 пацієнта, шкала GRACE оцінює ризик смертності в лікарні, через 6 місяців, 1 рік і 3 роки після серцевого нападу. Враховуються клінічні дані (артеріальний тиск, ЧСС, дані ЕКГ) та анамнез. Нині шкала GRACE також використовується для пацієнтів з ГКС без підйому сегмента ST як критерій високого ризику (GRACE > 140), що може сприяти ранній інвазивній стратегії лікування протягом 24 годин після серцевого нападу.

### Біомаркери
Коронарна КТ-ангіографія в поєднанні з визначенням рівня тропоніну також допомагає виявляти пацієнтів, вразливих до ГКС. Позитронно-емісійна томографія з F-фторидом також корисна для виявлення людей із коронарними бляшками, багатими на ліпіди, що є ознакою високого ризику ГКС.
Детальніше дивись статтю Кардіомаркери

### Вплив хронології захворювання
Дослідження показали, що для пацієнтів з ГКС госпіталізація у вихідні дні пов'язана з вищою смертністю та меншим використанням інвазивних кардіологічних процедур, а ті, хто пройшов ці втручання, мали вищий рівень смертності та ускладнень, ніж пацієнти, доставлені до лікарні у будні. Ці дані дозволяють зробити висновок, що доступ до діагностичних/інвенційних процедур може залежати від дня госпіталізації, що може вплинути на смертність. Це явище описується як ефект вихідного дня.